# Josef Lomický
Josef Lomický (né le 19 février 1958 à České Budějovice) est un athlète tchèque ayant représenté la Tchécoslovaquie spécialiste du sprint. 

## Biographie

### Palmarès
| Date | Compétition                    | Lieu     | Résultat | Épreuve   | Performance   |
| ---- | ------------------------------ | -------- | -------- | --------- | ------------- |
| 1978 | Championnats d'Europe          | Prague   | 3e       | 4 × 400 m | 3 min 04 s 99 |
| 1980 | Jeux olympiques d'été          | Moscou   | 7e       | 4 × 400 m | 3 min 07 s 0  |
| 1984 | Championnats d'Europe en salle | Göteborg | 8e       | 60 m      | 6 s 77        |
| 1984 | Jeux de l'amitié               | Moscou   | 4e       | 4 × 100 m | 39 s 14       |

### Records
| Épreuve    | Performance | Lieu | Date |
| ---------- | ----------- | ---- | ---- |
| 400 mètres | 46 s 40     |      | 1982 |